# Kwas chlorozłotowy
Kwas tetrachlorozłotowy(III) (kwas chlorozłotowy), HAuCl4 (AuCl3·HCl) – związek nieorganiczny z grupy kwasów. Występuje jako odmiana bezwodna (HAuCl4) oraz tetrahydrat.

## Właściwości
Kwas chlorozłotowy jest ciałem stałym (tetrahydrat) lub cieczą (odmiana bezwodna) o barwie żółtej i słabym zapachu kwasu solnego. Jest substancją rozpuszczalną w wodzie. Ponadto tetrahydrat jest rozpuszczalny w eterze i etanolu. Wykazuje silnie kwasowy odczyn roztworu.
Jest substancją światłoczułą i higroskopijną.

## Otrzymywanie
Kwas chlorozłotowy można otrzymać w wyniku działania wody królewskiej na złoto.

## Zastosowanie
Jest stosowany jako elektrolit do złocenia oraz elektrolitycznej rafinacji złota.

## Zagrożenia
Przy kontakcie substancji ze skórą lub oczami występują poparzenia.
Spożycie substancji powoduje podrażnienie błon śluzowych ust, gardła, przełyku i żołądka oraz nudności, wymioty i bóle brzucha.
Wdychanie jego par powoduje podrażnienie dróg oddechowych.

## Pierwsza pomoc
Przy kontakcie substancji ze skórą i oczami należy przepłukać je dużą ilością wody. Ponadto w przypadku skażenia skóry należy zastosować także glikol polietylenowy.
W przypadku spożycia należy podać choremu dużą ilość wody. Nie należy powodować wymiotów (ryzyko perforacji) ani próbować zobojętniać substancji.
Należy też skontaktować się z lekarzem.

## Działanie na organizmy wodne
Kwas chlorozłotowy jest szkodliwy dla organizmów wodnych.